# Cryptopimpla nigripalpis
Cryptopimpla nigripalpis là một loài tò vò trong họ Ichneumonidae.